# Marcelle Tinayre
Pour les articles homonymes, voir Tinayre.
Marguerite Suzanne Marcelle Chasteau, dite Marcelle Tinayre, née à Tulle le 8 octobre 1870 et morte à Grosrouvre le 23 août 1948, est une femme de lettres française, autrice de nombreux romans d'inspiration anticléricale. Sa décision de refuser la Légion d'honneur en 1908 est l'objet de nombreuses controverses.

## Biographie
Fille d'Émile Chasteau (1842-1918), dessinateur d'art, et de Louise Saigne (1850-1926), institutrice originaire de Haute-Auvergne, Marcelle Chasteau est attirée très tôt vers l'écriture, encouragée par sa grand-mère qui écrivait des poèmes et sa mère qui a écrit des romans et des traités de pédagogie. Elle publie en 1884 Vivent les vacances et en 1887 L'enfant gaulois, sous le pseudonyme de Charles Marcel.
Elle épouse en 1889, à Paris, le peintre et graveur Julien Tinayre. De cette union naissent quatre enfants : Louise (1890-1962), Suzanne (1891-1896), Noël (1896-1995), sculpteur, et Lucile (1898-1992), avocate.
Elle est la sœur aînée de Catherine Florentine Lucienne Chasteau, critique d'art sous le pseudonyme de Lucienne Florentin au quotidien La Suisse à Genève de 1909 et 1941.
Elle séjourne régulièrement à Vic-sur-Cère, dont elle a étudié l'histoire. 
Elle contribue à la fondation de La Veillée d'Auvergne en 1908 et rédige des articles pour la presse quotidienne, notamment le Journal (où, de 1911 à 1914 elle contribue à la nouvelle page « La Mode », avec « Le Journal d'une femme » de son double littéraire Madeleine Mirande), ainsi que Le Petit Journal, pendant la Grande Guerre[réf. nécessaire].
Elle fréquente le salon littéraire de Madame Arman de Caillavet, où elle rencontre des personnalités littéraires tels que Paul Bourget et Anatole France. 
En 1904, elle fait partie des cofondatrices du prix Vie heureuse (futur prix Femina). 
En 1905, elle publie La Rebelle (lire en ligne) qui aborde la question du féminisme, de la liaison extra-maritale, de la jalousie en thèmes principaux et des femmes journalistes, des filles-mères, de l'avortement et du viol conjugal en thèmes secondaires… Josanne, mariée à un homme malade et aigri, a un amant qui met un peu de joie dans sa vie avant de la délaisser en apprenant la venue d'un enfant. Veuve, elle subsiste par ses travaux pour un journal qui l'amènent à rencontrer l'auteur d'un livre féministe sur lequel elle écrit une chronique. Ils deviennent amis puis amants mais l'auteur doit vaincre sa jalousie pour se mettre en cohérence avec ses principes. Le féminisme prôné est limité, avec une vision de l'amour très dissymétrique. 
En 1911, elle participe à un cycle de conférences à la Salle des agriculteurs, rue d'Athènes en compagnie d'Antonio de La Gandara, de la duchesse de Rohan, de madame Rostand, d'Henri de Rothschild, Léo Clarétie, Maurice Donnay, Massenet, André de Fourrières…
Elle voyage beaucoup, en Turquie, Italie, Angleterre, Algérie, Tunisie où elle donne des conférences.  En Grèce, elle écrit Perséphone (1920) et Le Bouclier (1922).

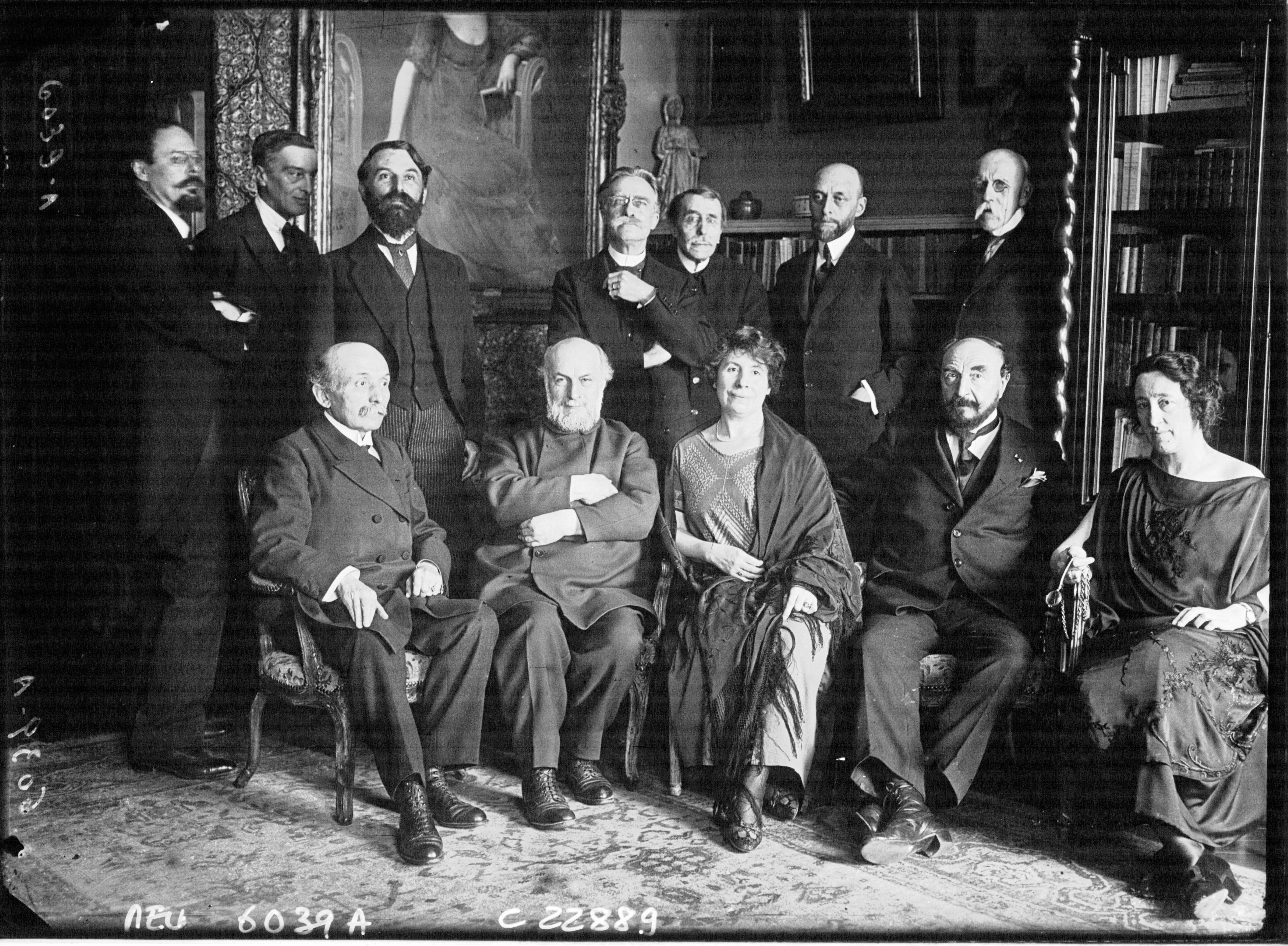
Réunion du jury du Grand Prix Flaubert de littérature chez Marcelle Tinayre (assise au centre) en 1923 (fonds Agence Meurisse/BnF).

En 1923, elle fait partie du jury du Grand Prix Flaubert de littérature dont les autres membres sont Judith Cladel, Henri de Régnier, René Boylesve, Élémir Bourges, J.-H. Rosny aîné, Antoine Bourdelle, Sébastien-Charles Leconte, Marius et Ary Leblond, Jean Royère et Auguste Gilbert de Voisins. Remis à trois écrivains, il semble que ce prix n'ait eu aucune suite, la « généreuse personne ayant doté le prix » s'étant révélée être l'un des lauréats, ce qui provoque un scandale.
Son mari se donne la mort en 1923.
Elle est membre fondatrice du Club des belles perdrix, de 1929 à 1937, association de femmes de lettre gastronomes.
Elle continue de voyager, se rend en Scandinavie et aux États-Unis, donne des conférences  et écrit dans Marseille Matin ou L'Européen.
En 1934, elle est élue membre du jury initial du prix Jeunesse. En 1935, elle cosigne le Manifeste des intellectuels français pour la défense de l'Occident et la paix en Europe.
De 1941 à 1944, elle écrit dans Voix françaises, un journal franchement pétainiste. Elle écrit dans L'Illustration du 8 novembre 1941 un article sur la natalité dans lequel sont fustigées « les intellectuelles nourries de papier, d'encre de phrases et de chimères… autrefois une vierge féministe, quelquefois une débauchée, quelquefois une virago à moustache… égoïsme de la femme qui refuse la charge physique de l'enfant… ».
L’Académie française lui décerne le prix Montyon en 1900, le prix Vitet en 1907, le prix Alice-Louis-Barthou en 1938 et le prix Georges-Dupau en 1943.
Son domicile parisien est au 19 rue de Lille, dans l'ancienne demeure de Charles Floquet. Elle possède par ailleurs, avec son mari Julien Tinayre, au Chêne Rogneux à Grosrouvre dans les Yvelines, une maison dite des « Tinayre du haut » pour la différencier de celle des « Tinayre du bas » située au 4 route du Buisson, habitée par son beau-frère, le peintre voyageur Louis Tinayre (1861-1942). Marcelle, Julien et Louis Tinayre sont enterrés dans le cimetière de Grosrouvre.

## Réception critique
Les romans de Marcelle Tinayre ont rencontré un grand succès auprès du public, avec 40 éditions pour La Maison du péché, tandis que Héllé totalisait 110 000 exemplaires en 1916.[réf. souhaitée]
Mais son engagement politique contre les révolutions communistes devait mettre en partie un terme à une carrière si bien engagée. En particulier, la courageuse publication en 1924 du Livre proscrit : scènes de la Révolution communiste de Hongrie, évoquant les atrocités de Béla Kun et de sa République des soviets de Hongrie, qu'elle traduit et adapte, a dressé contre elle les critiques littéraires et les milieux intellectuels parisiens de gauche.[style trop lyrique ou dithyrambique] L'origine de cet intérêt pour la Hongrie prend sa source dans le passé de son époux, le graveur Julien Tinayre, qui passa sa jeunesse dans ce pays avec sa mère, Victoire, et toute sa fratrie.

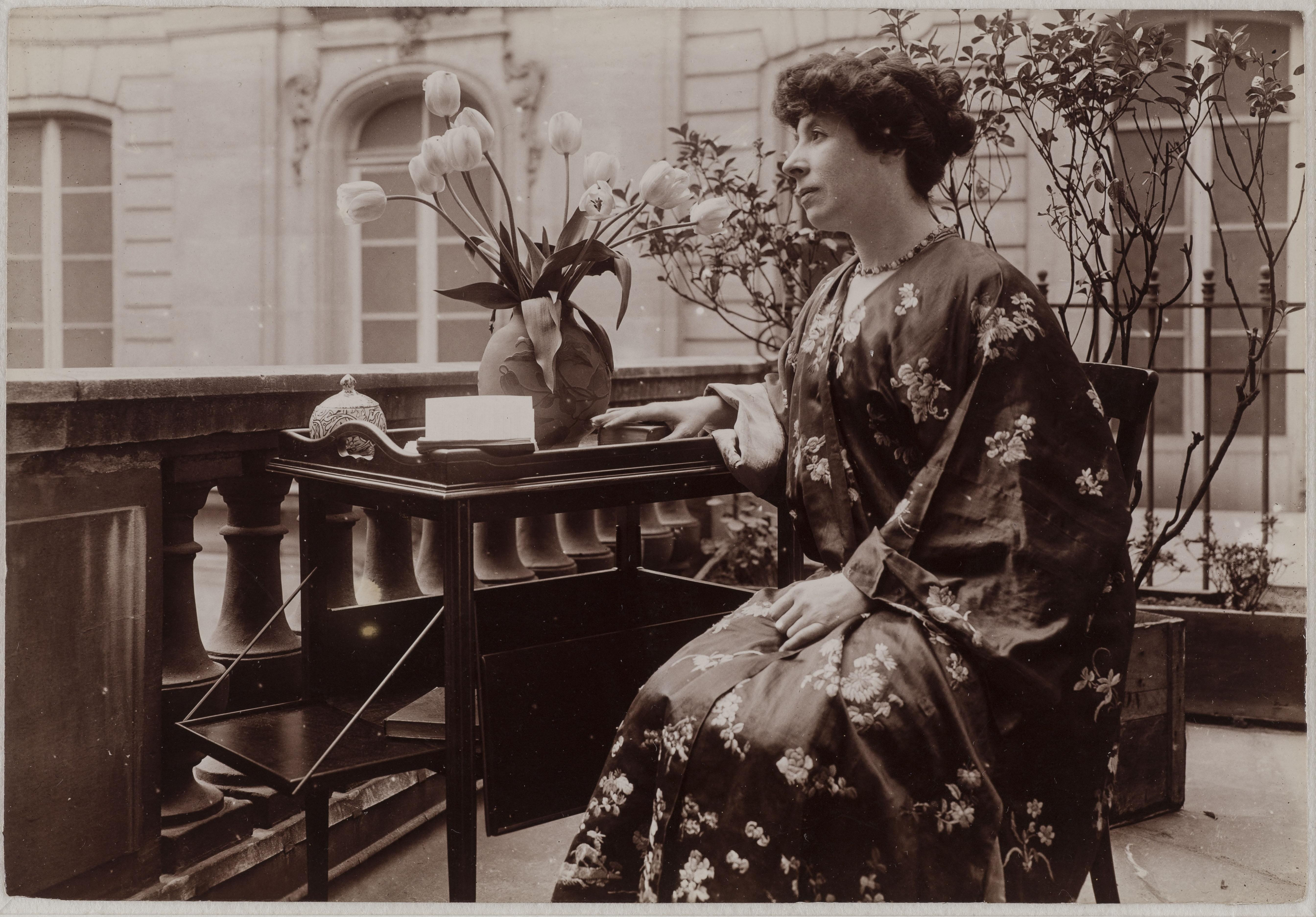
Marcelle Tinayre assise, un livre sur une table devant elle (photo par Dornac issue de sa série « Nos contemporains chez eux »).

De son vivant, ses romans sont traduits en anglais, en allemand, en suédois, en russe. James Joyce analysa La Maison du péché et loua « la sobriété de la narration » et « le charme merveilleux qu’elle laisse deviner derrière la profondeur et la complexité des personnages », ajoutant que « l’histoire est traitée avec une telle maîtrise et une telle originalité qu’elle se classe bien au-dessus du roman de Paul Bourget. » C'est en 1903 que Joyce (qui ne s'intéressait guère à George Sand) publia dans The Daily Express de Dublin son compte rendu de La Maison du péché, qu'il oppose à des œuvres à ses yeux informes de Bourget et de Huysmans. À la fin de son article, il écrit : 

« Malgré la piété et l'innocence dont [Marcelle Tinayre] revêt les moindres variations de sentiment et les manifestations les plus diverses de la nature humaine, on sent dans l'esprit de l'auteur la présence constante de l'horrible image du Christ janséniste qui plane comme un spectre de tristesse et de désolation sur toute cette tragédie. »

Les critiques Alain Quella-Villéger et France Grenaudier-Klijn ont fait valoir qu'un roman comme La Rebelle ose aborder en 1905, et nullement dans un sens catholique et moralisateur, la question de l'avortement ; qu'un texte comme La Veillée des armes (1915), rédigé dans les mois qui suivirent la mobilisation générale d'août 1914, restitue avec une sobriété et une précision inédites, quasi sociologiques, l'atmosphère de Paris. 
Le Bulletin de l'université du Texas, présentait Marcelle Tinayre comme la George Sand du Limousin, tandis que le journal The Nation, soulignait tout l’intérêt du roman, « cette lutte entre la science moderne et les forces humaines rétives et ignorantes. »[Quand ?]

## L'affaire de la Légion d'honneur
Marcelle Tinayre refuse en 1908 de recevoir la Légion d'honneur. Elle multiplie les remarques justifiant sa décision dans la presse, témoignant de son malaise à l'égard de la proposition de décoration. Elle indique notamment qu'elle n'a pas sollicité la décoration et déclare qu’avec le ruban elle aurait l’air d’une cantinière de la guerre de 1870. Elle évoque sa relation difficile à l'égard de la notoriété et ressent que la décoration risque d'attirer l'attention sur elle, ou encore qu'elle ne s'identifie pas aux récipiendaires habituels de la Légion d'honneur.
Durant les semaines qui suivent, une centaine d'articles de presse mentionnent ce qui devient « l'affaire Tinayre ». Lorsque la liste des récipiendaires est enfin publiée, son nom n'y figure pas, et donc sa nomination dans l'ordre n'a jamais été ratifiée.

## Œuvres
- L’Oiseau d’orage (lire en ligne), Paris, Calmann-Lévy, 1894
- La Rançon (lire en ligne), Paris, Calmann-Lévy, 1894 [1re éd.], réédité en 1907
- Avant l’amour, Paris, Mercure de France, 1897, réédité ensuite par Calmann-Lévy en 1905
- Hellé (lire en ligne), Paris, Mercure de France, 1899, réédité (avec une légère révision) ensuite par Calmann-Lévy en 1904 - Prix Montyon de l'Académie française, 1900
- La Maison du péché (lire en ligne) Paris, Calmann-Lévy, 1902
- La Vie amoureuse de Francois Barbazanges, Paris, Calmann-Lévy, 1903
- La Rebelle (lire en ligne), Paris, Calmann-Lévy, 1905, rééd. 1921
- La Consolatrice, Paris, L’Illustration, 1907-1908
- L’Amour qui pleure, Paris, Calmann-Lévy, 1908
- Notes d’une voyageuse en Turquie : jours de bataille et de révolution ; choses et gens de province ; premiers jours d’un nouveau règne ; la vie au harem (lire en ligne), Paris, Calmann-Lévy, 1909
- L’Ombre de l’amour, Paris, Calmann-Lévy, 1909 ; réédition Lamazière-Basse, Maiade éditions, 2007
- La Douceur de vivre, Paris, [s.n.], 1910
- Une journée de Port-Royal, 1910, Paris, C. Meunier, illustrations et gravures par Julien Tinayre.
- Madeleine au miroir. Journal d'une femme, Paris, Calmann-Lévy, 1912. recueil de 38 de ses chroniques pour le Journal.
- La Veillée des armes. Le départ : août 1914, Paris, Calmann-Lévy, 1915 ; rééd. Des Femmes, 2015
- Perséphone, Paris, Calmann-Lévy, 1920
- Les Lampes voilées, Laurence - Valentine, Paris, Calmann-Lévy, 1921
- Mademoiselle Justine de Liron, Paris, Bossard, 1921
- Priscille Séverac, Paris, Calmann-Lévy, 1922
- Le Bouclier d’Alexandre, Paris, L’Illustration, 1922, illustr. par Gorguet
- La Légende de Duccio et d’Orsette, Paris, L’Illustration, 1923
- Une soirée chez Renée Vivien
- La Vie amoureuse de Madame de Pompadour, Paris, Flammarion, 1924
- Madame de Pompadour, Paris, Flammarion, 1924
- Le Livre proscrit ; scènes de la révolution communiste en Hongrie, Paris, Plon (première édition en 1925) ; traduction et adaptation (avec Paul-Eugène Régnier) de l'ouvrage de souvenirs de Cécile Tormay
- Fille des pierres, Paris, Hamy, 1925, avec Cécile Tormay, réédition en 1990
- Un drame de famille, Paris, Calmann-Lévy, 1925
- Figures dans la nuit, Paris, Calmann-Lévy, 1926
- Saint Jean libérateur, Paris, L’Illustration, 1926
- Une provinciale en 1830, Paris, P. Lafitte, 1927
- Terres étrangères : Norvège, Suède, Hollande, Andalousie, Paris, Flammarion, 1928
- Contes d'Andersen, traduction et adaptation, 1929
- L’Ennemie intime, Paris, L’Illustration, 1931
- La Femme et son secret (lire en ligne), Paris, Flammarion, 1933
- Château en Limousin, Paris, Flammarion, 1934 ; rééd. éditions L'étang Moderne, 2021
- Histoire de l’amour, Paris, Flammarion, 1935
- Gérard et Delphine [I]: La porte rouge, Paris, Flammarion, 1936
- Sainte Marie du feu, Paris, L’Illustration, 1938
- Gérard et Delphine [II]: Le rendez-vous du soir, Paris, Flammarion, 1938
- Est-ce un miracle ?, Paris, Flammarion 1939
- Châteaux disparus, Paris, Firmin-Didot, 1940
- L'Enfance vue par Berthe Morisot, Paris, L'Illustration, 1941